# Terazosin
Terazosin (Hitrin, Zayasel) je selektivni antagonist alfa-1 adrenergičkog receptora koji se koristi za lečenje simptoma uvećane prostate (BPH). On takođe deluje tako što snižava krvni pritisak, te je stoga lek prvog izbora za osobe sa hipertenzijom i uvećanom prostatom.
On deluje putem blokiranja dejstva adrenalina na glatkim mišićima bešike i zidovima krvnih sudova.
Najčešće pojave su vrtoglavica, mamurluk, glavobolja, konstipacija, gubitak apetita, izmemoglost, nazalna kongestija ili suve oči. Ovi simptomi obično nestaju nakon nekoliko dana upotrebe. Terapija treba uvek da počne sa niskim dozama. Seksualne nuspojave se retko javljaju. 

## Spoljašnje veze
|  | Molimo Vas, obratite pažnju na važno upozorenje u vezi sa temama iz oblasti medicine (zdravlja). |